# Daley Hills
Die Daley Hills sind eine Gruppe hoher und vereister Hügel im ostantarktischen Viktorialand. Sie liegen entlang der Westflanke des Aviator-Gletschers zwischen den Einmündungen des Cosmonette- und des Shoemaker-Gletschers.
Der United States Geological Survey kartierte sie anhand eigener Vermessungen und mithilfe von Luftaufnahmen der United States Navy zwischen 1960 und 1964. Das Advisory Committee on Antarctic Names benannte sie 1969 nach Robert C. Daley von der US-Navy, Flugingenieur einer Lockheed C-130 Hercules bei den Deep Freeze Operationen der Jahre 1966, 1967 und 1968.